# Moumour (Cameroun)
Moumour (ou Moumous) est une localité du Cameroun située dans le département du Mayo-Kani et la Région de l'Extrême-Nord, à proximité de la frontière avec le Tchad. Elle fait partie de la commune de Kaélé et du canton de Midjivin.

## Population
En 1970 la localité comptait 923 habitants, des Guiziga et des Moundang. À cette date elle disposait d'une école catholique à cycle complet. Un marché hebdomadaire s'y tenait le dimanche.
Lors du recensement de 2005, 1 579 personnes y ont été dénombrées.

## Infrastructures
Moumour est doté d'un collège public général (CES).